# Cornelius C. Jadwin
Cornelius C. Jadwin, ameriški jahač in častnik, * 22. marec 1896, † 3. marec 1982.
Jadwin je bil jahač na poletnih olimpijskih igrah 1936; nastopil je v disciplini preskakovanja ovir: osvojil je 34. individualno in 4. skupinsko mesto.